# Hrabstwo Montgomery (Iowa)

Piramida wieku hrabstwa

Hrabstwo Montgomery – hrabstwo położone w USA w stanie Iowa z siedzibą w mieście Red Oak.

## Miasta i miejscowości
- Coburg
- Elliott
- Grant
- Red Oak
- Stanton
- Villisca

## Drogi główne
- U.S. Highway 34
- U.S. Highway 71
- Iowa Highway 48

## Sąsiednie hrabstwa
- Hrabstwo Pottawattamie
- Hrabstwo Cass
- Hrabstwo Adams
- Hrabstwo Page
- Hrabstwo Mills